# بول كينيدي
بول كينيدي (بالإنجليزية: Paul Kennedy)‏ (و. 1945  م) هو جيوسياسي، وأستاذ جامعي، ومؤرخ بريطاني، هو عضوٌ في الأكاديمية البريطانية، والأكاديمية الأمريكية للفنون والعلوم. لقد كتب عن مستقبل الأمم المتحدة |url=https://archive.org/details/parliamentofmant00kenn%7C

## التعليم
تعلم في كلية القديس أنطوني ‏، وجامعة نيوكاسل.

## جوائز
حصل على جوائز منها:
- جائزة ولفسون التاريخية (1989)
- زمالة الأكاديمية البريطانية
- زمالة الجمعية التاريخية الملكية.

## روابط خارجية
- بول كينيدي على موقع الموسوعة البريطانية (الإنجليزية)
- بول كينيدي على موقع مونزينجر (الألمانية)
- بول كينيدي على موقع إن إن دي بي (الإنجليزية)